# Хофхаймер, Пауль
Пауль Хофхаймер (нем. Paul Hofhaimer; 25 января 1459, Радштадт — 1537, Зальцбург) — австрийский органист и композитор. Он был талантливым импровизатором и признан лучшим органистом своего времени многими авторами, включая Вадиана и Парацельса; кроме того, он был одним из всего лишь двух немецкоязычных композиторов (другим был Хенрик Изак), имеющих европейскую репутацию за пределами немецкоязычных стран. Его называют в числе группы композиторов, известных как колористы.

## Жизнь
Пауль Хофхаймер родился 25 января 1459 года в городе Радштадте рядом с Зальцбургом. Источники противоречат друг другу по поводу его ранней жизни. Так, Вадиан утверждает, что он был самоучкой, а нюрнбергский гуманист Конрад Цельтис говорит, что он обучался технике при дворе императора Фридриха III. Хофхаймер приехал в Инсбрук в 1478 году и настолько поразил эрцгерцога Сигизмунда из Тироля, что получил пожизненное назначение на должность придворного органиста в 1480 году. В Инсбруке он почти наверняка близко познакомился с Хенриком Изаком, когда чуть позже в этом же десятилетии тот стал придворным композитором.
В 1489 году он начал служить органистом у Максимилиана I, не оставляя при этом службы в Инсбруке. В 1498 году, после нескольких лет путешествий, в течение которых он посетил саксонский двор курфюрста Фридриха Мудрого, он переехал в Пассау, а в 1507 году — в Аугсбург, где он мог быть ближе к Максимилиану. Максимилиан и король Польши произвели его в рыцари и дворяне в 1515 году, присвоив ему титул «Первый органист Императора». Последний его переезд был в Зальцбург, где он оставался органистом Зальцбургского Собора до конца жизни.
Пауль Хофхаймер умер в 1537 году.

## Музыка и влияние
Хофхаймер обладал эффектным даром импровизации, и очевидцы подтверждают уникальность этого дара; он мог играть часами, ни разу не повторяясь: «удивительно скорее не то, как океан вмещает всю воду, которую приносят реки, а то, как у этого человека появляются идеи для мелодий». Однако он был не только выступающим музыкантом, но и учителем целого поколения немецких органистов, и знаменитая школа немецких органистов эпохи барокко в значительной степени обязана своим происхождением Хофхаймеру. Кроме того, некоторые органисты, которых он обучал, уехали в Италию, как, например, Дионисио Меммо, который стал органистом собора св. Марка в Венеции, и там передал полученную от Хофхаймера технику органистам ранней Венецианской школы.
Хотя он был довольно плодовитым композитором для органа, немного из его музыки дошло до нас в первоначальной форме. Большинство из сохранившихся произведений — это или немецкие песни на три или четыре голоса, или их переложения (интабуляции) для клавишных или лютни. Большое количество дошедших до нас копий его песен из разных областей Европы, обычно в обработке, свидетельствуют об их популярности. Горстка сохранившихся органных пьес показывает его дар композиции полифонических линий вокруг cantus firmus.
Его немецкие полифонические песни (Lieder) типичны для того времени, и обычно построены в бар-форме, с одной частью полифоничной, а другой более однозвучной. Он редко использовал гладкую полифоническую текстуру, культивируемую композиторами Нидерландской школы, такими как Жоскен Депре или Гомберт, хотя впервые познакомился с этим стилем ещё в Инсбруке в музыке Изака.
Хофхаймер также хорошо известен как консультант по органам, он часто давал советы по конструированию и содержанию органов.

## В филателии
В честь Хофхаймера выпущена австрийская почтовая марка 1987 года.